# Belén Atienza Azcona
Belén Atienza Azcona (Madrid, 1970) es una productora de cine y televisión española. Ha producido más de 30 películas y ha trabajado en diversas producciones internacionales. Entre sus trabajos más destacados encontramos Lo imposible, Un monstruo viene a verme o Jurassic World: El reino caído y la serie Penny Dreadful, en la que participó como coproductora ejecutiva.Ganó el Premio Goya Mejor Película 2024 por La sociedad de la nieve.

## Biografía
Atienza es licenciada en Derecho por la Universidad Autónoma de Madrid porque cuando tuvo que decidir sus estudios no existía una carrera específica de cine, que era lo que realmente deseaba estudiar. Por ello, ejerció la abogacía durante muy poco tiempo hasta que la llamaron para trabajar en la distribuidora de cine española Sogepaq.
Ha producido tres de los mayores éxitos del cine español de los últimos años: La sociedad de la nieve, Lo imposible, Un monstruo viene a verme y El orfanato, todas ellas dirigidas por J.A. Bayona, y que se encuentran entre las diez películas más taquilleras de la historia del cine español. Atienza es una de las pocas personas en la industria cinematográfica española que ha sido capaz de levantar películas con producción española de más 20 millones de euros.
En 2014 fue nombrada una de las 500 mujeres más influyentes de España según a revista YoDona.

## Trayectoria
Atienza empezó a producir en Impala producciones de la mano de José Vicuña. En el 2001, se incorporó a trabajar en Telecinco Cinema. Durante este periodo ejerció de productora ejecutiva en El laberinto del fauno de Guillermo del Toro, Alatriste de Agustín Díaz Yánez y Che: Guerrilla y Che, el argentino, del director estadounidense Steven Soderbergh. Centró su labor en descubrir nuevos talentos. Es así como en 2007 decidió sacar adelante El orfanato, ópera prima de Juan Antonio Bayona, en la que figura como productora delegada. Desde entonces, la carrera laboral de ambos ha ido siempre de la mano. Ha sido productora de Un monstruo viene a verme, Jurassic World: El reino caído y Lo imposible, que se convirtió en la película más taquillera de la historia del cine español en el momento de su estreno.
En 2003, fundó Apaches Entertainment junto a Enrique López Lavigne, productora centrada en cine de alto presupuesto con un sello de calidad. Lo imposible, Extraterrestre o Tres bodas de más han sido algunas de las películas que ha sacado adelante con esta compañía.
En los últimos años, ha estado volcada en la producción de cine en inglés y con reparto internacional, pero siempre teniendo como prioridad rodar en España, su país de origen. Lo intentó con Jurassic World, pero no le fue posible debido a las pocas desgravaciones fiscales que existen en España.
Implicada también en causas sociales, en 2015 produjo el cortometraje 9 días en Haítí, cuyo guion también firma, para Oxfam Intermón dentro de la campaña "Sí me importa". El objetivo era visibilizar y exigir al Gobierno la necesidad de aumentar la inversión en cooperación al desarrollo para conseguir acabar con la pobreza y la desigualdad. El cortometraje se presentó en el Festival Internacional de Cine de San Sebastián.

## Filmografía

### Largometrajes
- 2023 - La sociedad de la nieve de Juan Antonio Bayona.[8]
- 2018 – Jurassic World: El reino caído de Juan Antonio Bayona.
- 2017 – El secreto de Marrowbone de Sergio G. Sánchez.
- 2016 – Un monstruo viene a verme de Juan Antonio Bayona.
- 2016 – Toro de Kike Maillo.
- 2015 – Gente en sitios de Juan Cavestany.
- 2014 – Out of dark de Lluís Quílez.
- 2014 – Purgatorio de Pau Teixidor.
- 2014 – Open Windows de Nacho Vigalondo.
- 2013 – Faraday de Norberto Ramos del Val.
- 2013 – Tres bodas de más de Javier Ruiz Caldera.
- 2012 – Lo imposible de Juan Antonio Bayona.
- 2012 – Fin de Jorge Torregrossa.
- 2011 – Verbo de Eduardo Chapero - Jackson.
- 2011 – Intruders de Juan Carlos Fresnadillo.
- 2011 – Extraterrestre de Nacho Vigalondo.
- 2009 – Hierro de Gabe Ibáñez.
- 2008 – Che, el argentino de Steven Soderbergh.
- 2008 – Che: guerrilla de Steven Soderbergh.
- 2008 – Maradona by Kusturica de Emir Kusturica.
- 2008 – Gente de mala calidad de Juan Cavestany.
- 2007 – Salir pitando de Álvaro Fernández Armero.
- 2007 – El orfanato de Juan Antonio Bayona.
- 2007 – Ladrones de Jaime Marques.
- 2007 – Días de cine de David Serrano.
- 2006 – Alatriste de Agustín Díaz Yanes.
- 2006 – El laberinto del fauno de Guillermo del Toro.
- 2006 – Volando voy de Miguel Albadalejo.
- 2005 – Yak-42 de Tania Estévez.
- 2005 – El calentito de Chus Gutiérrez.
- 2003 – Días de fútbol de David Serrano.
- 2003 – Karate a muerte en Torremolinos de Pedro Temboury.

### Series de televisión
- 2014 – Penny Dreadful. Dos episodios: Seance y Night Work.

### Cortometrajes
- 2016 – Petrona de Hammudi Al - Rahmoun Font.
- 2015 – 9 días en Haití de Juan Antonio Bayona.
- 2008 – The end de Eduardo Chapero - Jackson.

## Premios
- 2024. Premio Elías Querejeta de la Academia de Cine 2024. [9]
- 2024. Premio Goya mejor película, por La sociedad de la nieve. [10][11]
- En 2018 ganó el Premio a una Trayectoria de Cine del Festival Internacional de Cine hecho por Mujeres[12]
- En 2014 ganó el Premio a la Mejor Comedia en los Premios Feroz por Tres bodas de más.

- En 2013 estuvo nominada a Mejor Película en los Premios Goya por Lo imposible.

- En 2013 ganó Mejor película europea en los Premios Gaudí por Lo imposible.